# Cacosternum
Cacosternum là một chi động vật lưỡng cư trong họ Pyxicephalidae, thuộc bộ Anura. Chi này có 12 loài và 9% bị đe dọa hoặc tuyệt chủng.

## Danh sách loài
- Cacosternum boettgeri (Boulenger, 1882)
- Cacosternum capense Hewitt, 1925
- Cacosternum karooicum Boycott, de Villiers & Scott, 2002
- Cacosternum kinangopensis Channing & Schmitz, 2009
- Cacosternum leleupi Laurent, 1950
- Cacosternum namaquense Werner, 1910
- Cacosternum nanum Boulenger, 1887
- Cacosternum parvum Poynton, 1963
- Cacosternum platys Rose, 1950
- Cacosternum plimptoni Channing, Brun, Burger, Febvre & Moyer, 2005
- Cacosternum poyntoni Lambiris, 1988
- Cacosternum striatum FitzSimons, 1947

## Hình ảnh

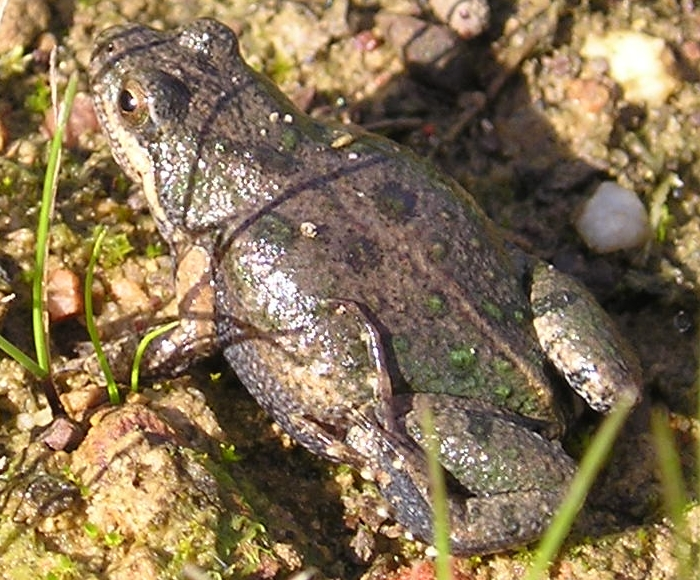